# 韦雷苏萨尔迈斯
韦雷苏萨尔迈斯（法語：Verrey-sous-Salmaise，法語發音：[vɛʁɛ su salmɛz]，意为“萨尔迈斯下方的韦雷”）是法国科多尔省的一个市镇，位于该省中部，属于蒙巴尔区。

## 地理
韦雷苏萨尔迈斯（47°26'19"N, 4°40'3"E）面积8.21 平方千米，位于法国勃艮第-弗朗什-孔泰大區科多尔省，该省份为法国中东部省份，北起奥布省，西接涅夫勒省和约讷省，南至索恩-卢瓦尔省，东南接汝拉省，东临上索恩省，东北部与上马恩省接壤。
与韦雷苏萨尔迈斯接壤的市镇（或旧市镇、城区）包括：萨尔迈斯、蒂尔塞、沙朗塞、维洛特圣塞纳、奥克苏瓦地区维利。

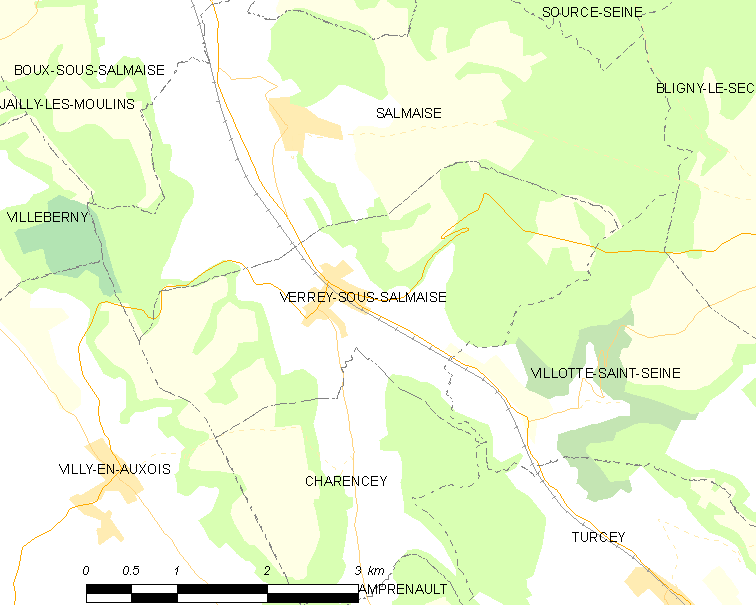
韦雷苏萨尔迈斯的OSM定位图

韦雷苏萨尔迈斯的时区为UTC+01:00、UTC+02:00（夏令时）。

## 行政
韦雷苏萨尔迈斯的邮政编码为21690，INSEE市镇编码为21670。

## 政治
韦雷苏萨尔迈斯所属的省级选区为蒙巴尔县。

## 人口

1962-2008年间韦雷苏萨尔迈斯人口变化图示

韦雷苏萨尔迈斯于2022年1月1日时的人口数量为302人。